# Batrochoglanis transmontanus
Batrochoglanis transmontanus är en fiskart som först beskrevs av Regan, 1913.  Batrochoglanis transmontanus ingår i släktet Batrochoglanis och familjen Pseudopimelodidae. Inga underarter finns listade.